# 台中兆基穿山甲
台中兆基穿山甲(原葳格豹、新力旺旺獅、台中企聯虎)，是企業女子壘球聯賽的球隊之一。於2024企業女子壘球聯賽，以總戰績4比3擊敗新北凱撒勇士，取得隊史首座年度總冠軍。

## 簡介
2016年，球隊由台中葳格教育體系贊助，球隊由國立臺灣體育運動大學女壘隊為主體，以葳格豹女子壘球隊為名參賽。
2019年起由新力旺國際控股集團接手贊助，更名為新力旺旺獅。
2021年，獲得國泰洋酒公司贊助以台中企聯虎為名參賽。
2022年由兆基屋管冠名贊助，更名為台中兆基穿山甲。。
2024年，台中兆基穿山甲以例行賽第一名之姿，挺進企業女子壘球聯賽總冠軍賽，與新北凱撒勇士纏鬥7戰，最終以4比3勝出，取得年度總冠軍。。

## 隊職員及球員名單
| 領隊   | 兆基屋管董事長李建成 |
| 副領隊 | 鍾彗琳               |
| 總教練 | 高俊盛               |
| 教練   | 施宛婷               |
| 教練   | 王逸綺               |
| 教練   | 陳雨庭               |
| 教練   | 余翌瑄               |

## 外部連結
- 兆基穿山甲-企業女壘聯隊 的Facebook專頁
- 企業女子聯賽官方網站